# Hexhami csata
A hexhami csata a rózsák háborújának egyik ütközete volt, amelyben a York-házi erők legyőzték a Lancaster-párti sereget 1464. május 15-én.

## Előzmények
A John Neville, Montagu őrgrófja vezette yorki sereg 1464. április 25-én megverte a Henry Beaufort, Somerset hercege által irányított Lancastereket a Hedgeley Moor-i csatában. A Yorkok győzelme lehetővé tette, hogy a skót követek megérkezzenek Yorkba, és megkezdjék a béketárgyalásokat IV. Eduárd angol királlyal. Ez kétségbeejtő helyzetet teremtett VI. Henrik hívei számára, amelyet csak egy gyors győzelemmel változtathattak volna meg. Mivel tudták, hogy IV. Eduárd tüzérséggel megerősített serege észak felé tart, ezért dél felé indultak, hogy megütközzenek Montagu kisebb létszámú csapatával. A sereg „lelki támaszaként” a magányosan élő VI. Henriket is Bywell várába vitették. Somerset csapatai Hexhamben táboroztak le, de december 15-én Montagu váratlanul lecsapott rájuk.

## Az ütközet
Montagu serege egész éjszaka menetelt, így váratlanul érkezett meg Hexham közelébe. A Lancastereknek nem volt idejük megválasztani a csatateret, így a falutól délre álltak csatasorba. Mögöttük az Ördög vize néven ismert folyó kanyargott, amely ugyan védte a hátukat, de lehetetlenné tette a hátrálást. Montagu nem sokkal az ellenség felállása után érkezett, és egyből megtámadta a Lancaster-sereg közepét. Somerset katonáinak egy részét beleszorították a folyóba, sokan megfulladtak. Nagyjából egy időben ezzel a Lancasterek jobbszárnya, amelyet Lord Roos és Hungerfold vezetett, ugyanúgy megfutamodott, mint a Hedgeley Moor-i csatában. A balszárny és a sereg középső része összeomlott, a katonák menekülni kezdtek. Montagu Hexhamig üldözte őket.

## Következmények
A csata után Montagu kegyetlenül lemészárolta a Lancasterek vezetőit. Kivégeztette Somerset hercegét, akit menekülés közben fogtak el, valamint Hungerfordot és Roost, akik egy erdőben rejtőztek. Sir William Tailboyst, VI. Henrik hadi kiadásra szánt kétezer fontjával egy szénégető veremből húzták elő, majd megölték. Több mint harminc lancasteri vezetőt gyilkoltak meg a csata után, amely a Lancaster-ház ambícióinak végét jelentette.